# Paura e disgusto a Las Vegas
Paura e disgusto a Las Vegas è un romanzo semi-autobiografico incentrato su di un viaggio effettuato nel 1971 dal giornalista e scrittore Hunter S. Thompson creatore del gonzo journalism alla volta di Las Vegas, città statunitense del Nevada.

## Trama
Con 300 dollari in tasca ed una Chevrolet decappottabile rossa con un bagagliaio pieno zeppo di alcol e droghe di ogni genere, il giornalista Raoul Duke (alter ego dell'autore, nonché voce narrante della vicenda) ed il suo corpulento e incontrollabile avvocato samoano, il Dr. Gonzo (nome dietro il quale si cela in realtà la figura dell'avvocato ed attivista chicano Oscar Zeta Acosta), partono per seguire una corsa motociclistica nel deserto; ma l'impresa si rivela ben presto impossibile da portare a termine. I due si scontrano infatti con la realtà allucinante e allucinata (ed anche un po' kitsch) della Las Vegas dei casinò rapita dal sogno americano a basso costo.

## Cinema
Gli stessi personaggi del libro, Raoul Duke e Dr. Gonzo, furono portati sul grande schermo nel 1980 rispettivamente da Bill Murray e Peter Boyle nella pellicola mai distribuita in Italia Where the Buffalo Roam, basata anch'essa sui testi dello stesso Thompson.
Successivamente nel 1998, il regista Terry Gilliam ha ricavato dal romanzo il film Paura e delirio a Las Vegas, interpretato da Johnny Depp e Benicio del Toro.

## Edizioni
Inizialmente pubblicato nel 1971 in due puntate sulla rivista Rolling Stone, Paura e delirio a Las Vegas è stato tradotto in italiano una prima volta nel 1978 da Alberto Gini per Arcana Editrice con il titolo Paranoia a Las Vegas, ma l'edizione non ha avuto molta fortuna. Successivamente, Sandro Veronesi ha nuovamente tradotto il libro che è stato pubblicato nel 1996 da Bompiani, con l'aggiunta in appendice della "Piccola Enciclopedia Psichedelica", contenente un interessante glossario delle voci e dei riferimenti a luoghi e personaggi descritti nel libro.
- Hunter S. Thompson, Paura e disgusto a Las Vegas, traduzione di Sandro Veronesi, collana Tascabili Bompiani, Bompiani, 2004,  pp. 189, cap. 14, ISBN 88-452-4348-6.